# Живко Оджаков
Живко Г. Оджаков е български актьор, режисьор и театрален деец.

## Биография
Роден е на 29 юни 1884 г. в Охрид, който тогава е в Османската империя. Учи в столицата на свободното Княжество София и още като ученик взима участие в представления на Македонските братства.
Дебютира през 1905 г. в Модерен театър на Георги Донев. Играе в Македонския театър, Пловдивски градски театър, Русенски градски театър и театъра на Роза Попова. Заедно с Иван Янев и Никола Гандев ръководи пътуваща театрална трупа. През 1918 г. създава театрална трупа в Стара Загора. След това играе в театър „Корона“, Нов народен театър, Плевенски градски театър и Сливенски градски театър. От 1924 до 1925 г. е директор-режисьор на Хасковския градски театър. За по един сезон през 1928-1929 и 1929 - 1930 г. заедно с Борис Денизов ръководи театър „Добри Войников“, и заедно с Георги Попов и Д. Дундаров ръководи пътуващият театър „Сълза и смях“. По-късно е директор-режисьор на Пловдивски областен театър и Битолски областен театър.
Подкрепя дейността на Македонските емигрантски братства.
Оджаков умира на 12 декември 1951 г. в Банкя.

## Роли
Живко Оджаков играе множество роли, по-значимите са:
- Малин – „Върла магьосница“ на Александър Гиргинов
- Венко – „Пленникът от Трикери“ на Константин Мутафов
- Фогелер – „Справедливост“ на о. Ернст[1]

## Постановки
Многобройни постановки режисирани от него, се играят на сцена, по-известните са:
- „Вампир“ на Антон Страшимиров
- „Свекърва“ на Антон Страшимиров
- „Силата на мрака“ на Лев Толстой
- „Народен враг“ на Хенрих Ибсен
- „Сестра Беатриче“ на Морис Метерлинк[1]